# Jiubao (köpinghuvudort i Kina, Jiangxi Sheng, lat 25,95, long 115,90)
Jiubao är en köpinghuvudort i Kina. Den ligger i provinsen Jiangxi, i den sydöstra delen av landet, omkring 300 kilometer söder om provinshuvudstaden Nanchang. Antalet invånare är 51 540. Befolkningen består av 25 506 kvinnor och 26 034 män. Barn under 15 år utgör 28,0 %, vuxna 15-64 år 62 %, och äldre över 65 år 8,0 %.
Runt Jiubao är det ganska tätbefolkat, med 230 invånare per kvadratkilometer. Närmaste större samhälle är Yeping, 17,5 km öster om Jiubao. I omgivningarna runt Jiubao växer huvudsakligen savannskog.
Genomsnittlig årsnederbörd är 1 965 millimeter. Den regnigaste månaden är maj, med i genomsnitt 358 mm nederbörd, och den torraste är oktober, med 19 mm nederbörd.